# Villinge Boskapsö
Villinge Boskapsö este o arie protejată (arie specială de conservare — SAC, sit de importanță comunitară — SCI) din Suedia întinsă pe o suprafață de 339,7 ha, integral pe uscat.

## Localizare
Centrul sitului Villinge Boskapsö este situat la coordonatele 59°05′39″N 18°38′16″E / 59.0941°N 18.6377°E.

## Înființare
Situl Villinge Boskapsö a fost declarat sit de importanță comunitară în decembrie 1995 pentru a proteja un număr necunoscut de specii din flora spontană și fauna sălbatică aflate în arealul zonei. Situl a fost protejat și ca arie specială de conservare în martie 2011.

## Biodiversitate
Situată în ecoregiunile boreală și marină baltică, aria protejată conține 10 habitate naturale: Bancuri de nisip acoperite în permanență slab de apă marină, Pășuni din zone de pădure fino-scandinave, Lagune de coastă, Recifuri, Golfuri mici largi și golfuri puțin adânci, Pășuni de coastă din Baltica boreală, Litoraluri nisipoase din Baltica boreală cu vegetație perenă, Vegetație perenă pe țărmurile stâncoase, Insulițe și insule mici din Baltica boreală, Vegetație anuală la limita mareei.
La baza desemnării sitului se află un număr nedeclarat de specii protejate.